# Marosi Péter (újságíró)
Marosi Péter (Marosvásárhely, 1920. június 15. – Kolozsvár, 1998. szeptember 13.) magyar kritikus, szerkesztő, színházigazgató, Molter Károly fia, Marosi Pál és Marosi Barna fivére.

## Élete
Szülővárosa Református Kollégiumában érettségizett (1939), elvégezte a kolozsvári Református Teológiát, ugyanakkor a Ferenc József Tudományegyetemen filozófiát hallgatott (1944). Segédlelkész Désen (1944); hadifogságból visszatérve az Utunk belső munkatársa Gaál Gábor mellett (1948–49), majd a Kolozsvári Állami Magyar Színház igazgatója (1949–52), közben magyar nyelv és irodalom szakos diplomát szerez a Bolyai Tudományegyetemen. Az Állami Irodalmi és Művészeti Kiadó kolozsvári szerkesztője (1952–57), majd újra az Utunk belső munkatársa 1989-ig, a kritikai rovat vezetője. A KZST tagja.
Első írása a Brassói Lapokban jelent meg (1934). Az Ifjú Erdély szerkesztő bizottságának tagja, írásait közli a Hitel és a Március. Részt vett a bálványosváraljai falukutató munkálatokban (1940–44), valamint 1943 nyarán a Soli Deo Gloria és a Magyar Élet rendezésében lezajlott Balatonszárszói Konferencián, ahol 600 értelmiségi, paraszt és munkás meghívott vitatta meg a még tartó világháború után előálló lehetőségeket a magyar nép jövője szempontjából; mint fiatal teológus felszólalt, s fenntartásokkal a politikai megoldásokkal szemben pusztán a népnevelő munka feladatait hirdette. Az Utunknál betöltött munkakörében neve később egybefonódott a romániai magyar irodalom fejlődésével, alkalmazkodva a szocialista négy évtized hol bővülő, hol szűkülő lehetőségeihez, mindenkor konkrét jelenségeiben támogatva a felsejlő vagy beérett humán írásbeliséget. Méltatásai, bírálatai az írókról és műveikről a változékony fejlődésmenet jelzőkövei. Az Utunk, Igaz Szó, Korunk, Igazság hasábjain sorozatosan megjelent írásait értékelve Szász János „irodalmunk és színházkultúránk legszorgalmasabb naplóíróját” köszönti benne.
Műfajában különleges monográfiája a címében Salamon Ernő, alcíme szerint „A költő és a versek gyönyörű sorsa”. Ennek a műnek minden fejezete egy-egy versből kiindulva nyit utat az olvasó számára Salamon Ernő poézise felé, s a lírai életművet „a drámaiságban kiteljesedő tragikum szempontjából” elemzi. Irodalom- és színikritikáinak javát foglalta össze Világ végén virradat című gyűjteményében, tíz év szellemi tükörképét adva az erdélyi magyar elbeszélő irodalom, drámai bemutatók, esszék és viták színes sűrűjéből. Ebben olvasható Szilágyi István és Szabó Gyula írásainak elemzése, Páskándi Géza és Sütő András színdarabjainak értékelése, nemkülönben egy Csinszka-vita tanulságainak levonása, szembeszállva az irodalomelméleti vulgarizálással Ady életműve kapcsán.

## Önálló kötetei
- "Fényesebb a láncnál a kard" (Petőfi harcos öröksége. 1949)
- Salamon Ernő (írói monográfia, 1969)
- A romániai magyar irodalom története (Tankönyv a XII. osztály számára, Dávid Gyulával és Szász Jánossal. 1978)
- Világ végén virradat (Cikkek. 1980)